# Groep Eerdmans-Van Schijndel
De Groep Eerdmans-Van Schijndel was een fractie in de Nederlandse Tweede Kamer, die op 25 september 2006 werd gevormd door de Tweede Kamerleden Joost Eerdmans en Anton van Schijndel. De twee politici waren kort daarvoor uit respectievelijk de fracties van de LPF en de VVD gezet. Bij de Tweede Kamerverkiezingen 2006 stelden zowel Eerdmans als Van Schijndel zich verkiesbaar voor de nieuwe partij EénNL.

## Reden van afsplitsing
Van Schijndel werd op 6 september 2006 uit de fractie van de VVD gezet, nadat hij in de media kritiek had geleverd op zijn lage 35e plek op de concept-kandidatenlijst voor de Tweede Kamerverkiezingen 2006. Hij stelde dat kennelijk zijn opvattingen niet welkom zijn binnen de VVD. Ook leverde hij openlijke kritiek op het verkiezingsprogramma en lijsttrekker Mark Rutte, en stak hij niet onder stoelen of banken dat hij in gesprek was met de nieuwe partij EénNL. Na zijn verwijdering uit de fractie ging Van Schijndel verder als onafhankelijke eenmansfractie Groep Van Schijndel. Op 20 september 2006 werd duidelijk dat Van Schijndel als zevende geplaatst was op de kandidatenlijst van EénNL.
Op deze lijst stond tevens Joost Eerdmans, die vanaf 2002 namens de LPF in de Kamer vertegenwoordigd was. Hoewel al langer bekend was dat hij bezig was om samen met Marco Pastors een nieuwe partij op te richten, was de bekendmaking van de lijst reden voor de LPF om Eerdmans uit de fractie te zetten. Op 24 september 2006 werd duidelijk dat Eerdmans en Van Schijndel hun krachten voor de rest van de zittingsperiode zouden gaan bundelen. Eerdmans is de nieuwe fractievoorzitter, Van Schijndel vicevoorzitter en secretaris.

## Verdere historie
De Groep Eerdmans-Van Schijndel heeft een verzoek bij het presidium van de Tweede Kamer ingediend om de naam EénNL te mogen voeren. Dit verzoek werd afgewezen omdat nieuwe partijen alleen na verkiezingen in de Tweede Kamer kunnen komen. Afgesplitste fracties dragen in de regel de naam van één of meer fractieleden. Bij de Tweede Kamerverkiezingen 2006 stonden beide Tweede Kamerleden kandidaat voor de partij EénNL; Eerdmans op de tweede plaats en Van Schijndel op de zevende plaats. EénNL haalde echter geen zetels.
Eerdmans werd in 2009 wethouder in Capelle aan den IJssel namens Leefbaar Capelle en in 2014 wethouder in Rotterdam namens Leefbaar Rotterdam. Van Schijndel kwam in 2018 in de Amsterdamse gemeenteraad namens het Forum voor Democratie. In 2020 werd hij uit de fractie gezet.